# Seattle & King County Emergency Medical Services System

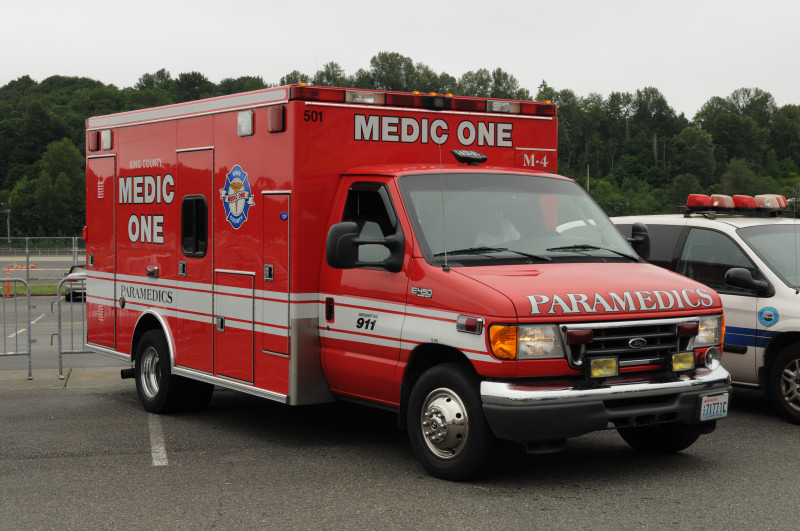
Rettungswagen des King County Emergency Medical Services

Das Seattle & King County Emergency Medical Services System (Medic One) ist das Arbeitssystem, mit dessen Hilfe die rettungsdienstlichen Notfallversorgung von Seattle und dem King County organisiert wird.
International bekannt ist das Medic-One-System vor allem für seine überdurchschnittlich gute Leistungsfähigkeit in der rettungsdienstlichen Versorgung und hohen Überlebensraten nach einem Herzstillstand.

## Geschichte

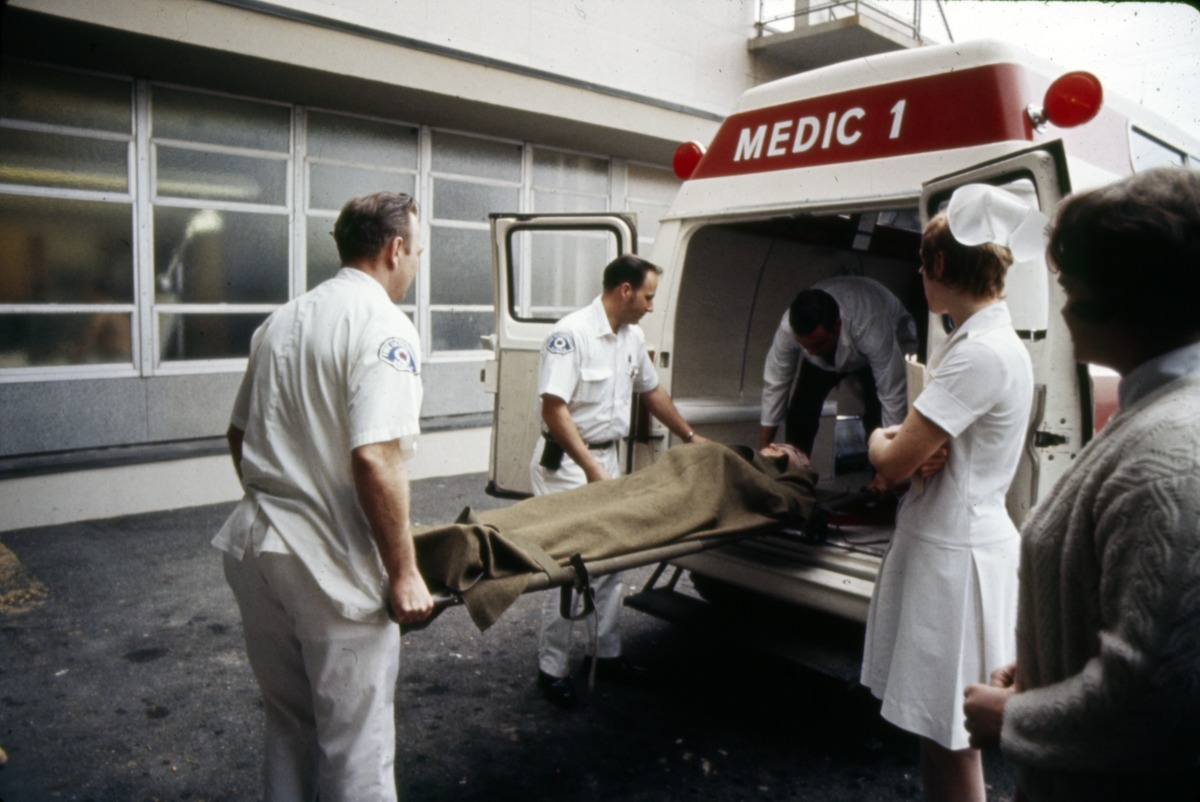
Rettungswagen von Medic One (ca. 1970)

Im Jahr 1969 begannen der Arzt Dr. Leonard Cobb und der damalige Chief des Seattle Fire Departments Gordon Vickery das Medic One System aufzubauen. Sie interessierten sich damals vor allem für die Fragestellung, ob es möglich ist, einen kritisch kranken Patienten auch außerhalb eines Krankenhauses retten zu können und ob diese Versorgung auch von nichtärztlichem Personal ausgeführt werden kann. Finanziert wurde das Programm unter anderem durch Geldmittel des Lyndon B. Johnson's Great Society Projects.
Nachdem anfänglich fünfzehn Feuerwehrleute für die rettungsdienstliche Versorgung ausgebildet wurden,  konnte das Programm schnell seine Effektivität unter Beweis stellen und wurde vom Pilotprojekt zu einem ständigen Service in Seattle. So konnten im ersten Jahr bereits 31 Leben von Patienten mit einem Herzstillstand gerettet werden.
In den Anfangsjahren begleiteten noch Ärzte die Teams bei ihren Einsätzen. Diese wurden bald durch Paramedics ersetzt, die eine ausführliche Ausbildung erhielten.
Im Jahr 1974 prägte der damalige CBS-Korrespondent Morley Safer den Satz: „If you have to have a heart attack, have it in Seattle“ („Wenn du einen Herzstillstand haben musst, dann habe ihn in Seattle“).
1976 wurde schließlich die Medic One Foundation gegründet. Diese nahm als Non-Profit-Organisation die Schirmherrschaft über das Medic-One-Programm. Über die Foundation wurde in Zusammenarbeit mit der University of Washington, dem Harborview Medical Center und dem Seattle Fire Department die Ausbildung des rettungsdienstlichen Personals übernommen. Finanziert wird es seitdem über eine Steuerabgabe.
Im gleichen Jahr wurde das Programm auf das gesamte Kings County ausgeweitet.
Ende der 1980er wurde das System noch einmal verbessert. Um eine noch schnellere Frühdefibrillation zu ermöglichen, wurden nun auch die EMTs auf die Nutzung eines AEDs geschult, da diese in der Regel mehrere Minuten vor den Paramedics an der Einsatzstelle eintrafen.
Zudem wurden die Disponenten der örtlichen Leitstellen darauf geschult, schon Anweisungen zur Ersten Hilfe zu geben und die Notfälle soweit kategorisieren, dass die Paramedics möglichst nur zu Einsätzen disponiert wurden, bei denen sie auch wirklich benötigt werden.

## Gliederung
Insgesamt gibt es in Seattle und dem King County sechs verschiedene Medic-One-Programme. Diese arbeiten alle nach dem gleichen Standards, werden aber von unterschiedlichen Organisationen koordiniert:
| Programm              | Koordination                          | Paramedic-Einheiten | Operationsgebiet | Einwohner |
| --------------------- | ------------------------------------- | ------------------- | --- | --------- |
| Shoreline Medic One   | Shoreline Fire Department             | 3                   | Bothell, Shoreline | 105.000   |
| Seattle Medic One     | Seattle Fire Department               | 6                   | Seattle | 735.000   |
| Redmond Medic One     | Redmond Fire Department               | 3                   | Duvall, Kirkland, Redmond, Woodinwille | 185.000   |
| Bellevue Medic One    | Bellevue Fire Department              | 4                   | Bellevue, Interstate 90, Mercer Island | 180.000   |
| King County Medic One | Public Health – Seattle & King County | 8                   | Auburn, Black Diamond, Burien, Covington, Des Moines, Enumclaw, Federal Way, Kent, Maple Valley, Pacific, Renton, Seatac, Seattle-Tacoma International Airport, Bryn Mawr-Skyway, Tukwila, White Center | 690.000   |
| Vashon Medic One      | Vashon Fire Department                | 1                   | Vashon Island | 10.000    |

## Medic One System
Das Medic One System basiert auf vier Grundpfeilern:
- Paramedic-Training
- Forschung im Bereich der Notfallmedizin
- Ausstattung mit und Einsatz von fortschrittlichster Ausrüstung
- Förderung der Erste-Hilfe-Ausbildung der Bevölkerung

Der Einsatz der Rettungskräfte basiert zudem auf einem mehrstufigen Hilfesystem:
- Wird der Notruf (911) gewählt, so entscheidet der Disponent auf Basis eines festgelegten Kriterienkatalogs über die Dringlichkeit des Hilfeersuchens und die somit auch über die erforderlichen Hilfskräfte.
- In der ersten Stufe werden Feuerwehrleute bzw. EMTs alarmiert, um am Notfallort Maßnahmen des Basic Life Supports (BLS) auszuführen.
- Sind weitere Kräfte erforderlich oder handelt es sich um einen lebensbedrohlichen Notfall, so werden die Paramedics hinzugezogen, welche Maßnahmen des Advanced Life Supports (ALS) ausführen können.

Durch diese Mehrstufigkeit wird zum einen eine schnelle Eintreffzeit der Rettungskräfte gewährleistet, während gleichzeitig Ressourcen geschont werden.

## Leistungsfähigkeit
Das Medic-One-System gilt als eines der leistungsfähigsten Rettungsdienstsysteme weltweit. So liegt die Überlebenswahrscheinlichkeit eines Herzstillstandes in Seattle und dem Kings County bei über 45 %. Vergleicht man diese, mit den Überlebenswahrscheinlichkeit in Houston (15 %), oder New York (5 %), werden die Vorteile des Systems deutlich.

## Trivia
Das System wird in der Fernsehserie Station 19 thematisiert.